# ورش
ورش (110 هـ - 197 ھـ | 728-812م) هو أبو سعيد عثمان بن سعيد بن عبد الله بن عمرو بن سليمان، ولقبه الذي اشتهر به ورش. ولد في بلدة قفط في صعيد مصر، شيخه هو الإمام نافع وهو الذي لقبه بورش، ويقال أن نافع لقبه بالورشان وهو طائر معروف، ثم خفف إلى ورش. والورش هو شيء يصنع من اللبن، ويقال أنه لقب به لبياضه، وقيل أن سبب هذا اللقب أنه كان قصيرًا وعلى قصره يلبس ثياباً قصيرة، وإذا مشى بانت ساقاه. يُعدُّ ورش شيخ القراء المحققين وانتهت إليه في زمانه رئاسة الإقراء في الأراضي المصرية. كان ورش حسن الصوت، جيد القراءة وإذا قرأ يهمز ويمد ويبيّن القراءة فلا يملّه سامعوه، وكان إلى ذلك من الثقات في القراءة وممن يحتج بهم في ذلك. ولد في مصر وفيها توفي ودفن.

## شيوخه
كان الأمام نافع بن أبي نعيم أشهر شيوخ ورش فقد ارتحل إليه وعرض عليه القرآن وختمه على مسمعه عدة مرات، ونقل عنه القراءة أيضاً. وإضافة إلى الإمام نافع نقل ورش القراءة عن إسماعيل بن عبد الله بن قسطنطين وعن عبد الوارث بن سعيد عن أبي عمرو وعن حفص.

## تلاميذه
أما تلامذته الذين عرضوا عليه القرآن فكان منهم أبو الربيع المهري وأحمد بن صالح ويونس بن عبد الأعلى وداود بن أبي طيبة ويوسف الأزرق، وعبد الصمد بن عبد الرحمن بن القاسم، ، وعامر بن سعيد أبو الأشعث الجرشي، ومحمد بن عبد الله بن يزيد المكي، وآخرون.

## قراءته
انتشرت قراءة ورش في شمال أفريقيا، وغربها، وفي الأندلس، وهي أكثر القراءات شيوعا في العالم الإسلامي بعد رواية حفص. ومن خصائصها : تخفيف همزة القطع، وإمالة الألف إلى الياء في أواخر بعض الكلمات. ظلت قراءة ورش السائدة في مصر حتى فتحها العثمانيون فاستبدلوا بها قراءة حفص قراءة معتمدة.

## أهم خصائص قراءته
في باب البسملة بين السورتين له ثلاثة أوجه: إتيان البسملة بين السورتين، الوصل أو السكت من دون بسملة.
وفي باب الهمزتين من كلمة: له تسهيل الثانية أو إبدالها من دون إدخال، وفي باب الهمزتين من كلمتين: له تسهيل الثانية أو إبدالها، وفي باب الهمز المفرد: له الإبدال إذا كان ساكنا.
وفي باب النقل: له النقل بشروطه، وفي باب الإمالة: له التقليل.
ويختص بترقيق الراء إذا كان ما قبلها ياء ساكنة أو حرف مكسور، كما يختص بتغليظ اللام إذا كان ما قبلها حرف الطاء أو الظاء أو الصاد، حروف الإطباق ما عدا حرف الضاد.

## وفاته
توفي ورش بمصر سنة (197هـ)، عن سبع وثمانين سنة، ودفن في مقبرة القرافة الصغرى.

## المصدر
- الموسوعة العربية العالمية.